# Mark Aarons
Mark Aarons (nacido el 25 de diciembre de 1951) es un periodista y autor australiano. Fue asesor político del primer ministro de Nueva Gales del Sur, Bob Carr.

## Biografía
Nació en Newcastle, Nueva Gales del Sur, pero se crio en Sídney. Fue educado en Fairfield Boys High School y North Sydney Boys High School. Es hijo de la fallecida Laurie Aarons, exsecretaria del Partido Comunista de Australia. Aarons también fue miembro del Partido Comunista de Australia de 1969 a 1978 y organizador de la Juventud Comunista en 1977.
El activismo de Aarons comenzó en North Sydney Boys High School a mediados de la década de 1960, especialmente organizando a estudiantes para protestar contra la guerra de Vietnam. Su serie documental de radio ABC de 1986 Nazis in Australia impulsó la investigación del gobierno de Bob Hawke sobre los criminales de guerra y la formación de una Unidad de Investigaciones Especiales.
Aarons sostiene que los regímenes autoritarios y dictaduras de derecha respaldados por potencias occidentales cometieron atrocidades y asesinatos en masa que rivalizan con el mundo comunista, y cita ejemplos como los asesinatos en masa en Indonesia de 1965-66 y los asesinatos asociados con la Operación Cóndor en toda América del Sur.